# At Night I Pray
«At Night I Pray» (en español «Por Las Noches Rezo») es el primer sencillo de la banda Wild Orchid, extraída de su homónimo álbum debut Wild Orchid. La canción entró al Top 40 del "Top 40 Mainstream Chart" en Estados Unidos y Canadá.

## Video musical
Un video musical para la canción fue filmado por Marcus Nispel, conocido por trabajar con Janet Jackson. La rotación por MTV y VH1 fue muy buena, y tuvo gran recepción.
El concepto del clip es muy simple, las chicas aparecen cantando juntas en lo que parecería ser un templo, con imágenes de un lago que se van alternando. Pasados los dos minutos, las chicas prenden una fogata. Las escenas finales dan la sensación de un bosque. En los últimos segundos podemos apreciar a la banda yéndose del lugar bajo un paraguas.
- Datos: Q4812388